# Arthur T. LaPrade

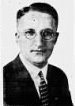
Arthur T. LaPrade (1924)

Arthur Thornton LaPrade senior (* 3. März 1895 in Winslow, Arizona; † 30. Juni 1957 in Phoenix, Arizona) war ein US-amerikanischer Jurist und Politiker (Demokratische Partei).

## Werdegang
Arthur Thornton LaPrade senior wurde 1895 im Navajo County als Sohn von Elizabeth „Lizzie“ Dover (1858–1911) und Fernando Thornton „Ferd“ LaPrade (1852–1936),  geboren und wuchs dort auf. Über seine Jugendjahre ist nichts bekannt. LaPrade graduierte an der University of California, Berkeley und 1920 an der University of California Berkeley Law School. 
1923 wurde er stellvertretender Bezirksstaatsanwalt vom Maricopa County. Seine Ernennung zum Bezirksstaatsanwalt vom Maricopa County erfolgte 1925. LaPrade war von 1933 bis 1935 Attorney General von Arizona. Von 1939 bis 1945 bekleidete er einen Richterposten am Arizona Superior Court und von 1947 bis 1957 am Arizona Supreme Court, wo er ein paar Mal als Chief Justice fungierte. Nach seinem Tod 1957 in Phoenix wurde er dort auf dem Greenwood Memory Lawn Cemetery beigesetzt.

## Familie
Er heiratete Lucile „Lucy“ Hooper (1892–1983), Tochter von Mary Lucy Whitmer (1855–1949) und Asa Hooper (1852–1926). Das Paar bekam vier Kinder: Arthur Thornton „A.T.“ LaPrade junior (1920–1994), Loren Hooper LaPrade (1922–2010), Janice LaPrade (1924–2012) und Paul Whitmer LaPrade (1926–1986). Arthur Thornton junior und Paul Whitmer wurden beide Anwälte.

## Trivia
Die Familie LaPrade war für den Bau des Winslow Opera Houses verantwortlich, wo Stummfilme vorgeführt wurden.